# Tiltil
Tiltil ou Til Til é uma comuna localizada ao norte da Região Metropolitana, na República do Chile.
A comuna de Til- Til é uma das três comunas que formam a Província de Chacabuco; se localiza geograficamente ao norte poente de Santiago. Integra junto com as comunas de Colina, Lampa, Quilicura e Pudahuel o Distrito Eleitoral N° 16 e pertence à Circunscrição Senatorial 7ª (Santiago Poente). 
Til Til, segundo o Censo INE, 2002, tem uma população de 14 755 pessoas, 8 161 de as quais se encontram localizadas em sectores urbanos (55,3%), e 6 594 em sectores rurais (44,7%). 
A compõem o povoado homônimo, Huertos Familiares, Polpaico, Rungue, Montenegro, Cerro Blanco, Santa Matilde e Caleu, entre outras localidades.